# Classe Corrubia
Le unità Classe Corrubia sono guardacoste in servizio con la Guardia di Finanza per le attività di sorveglianza, quali il contrasto e la repressione dei traffici illeciti nelle acque territoriali e in altura.
Sono state varate 26 unità.
Il progetto originale di questa classe è della Cantieri Navali del Golfo di Gaeta, che ha prodotto, in due lotti, le prime 11 unità. Le restanti sono state realizzate dai cantieri Intermarine di Sarzana.

## Caratteristiche
Le unità di questa classe, costruite in materiale composito, sono frutto di un progetto molto avanzato durato anni e sviluppato anche attraverso modelli matematici e studi idrodinamici in vasca navale. Le unità sono state realizzate in materiali compositi e grazie alle straordinarie qualità marine della carena, raggiungono una velocità massima continuativa di 43 nodi e costituiscono una moderna e versatile piattaforma tattica multiruolo. Le unità sono dotata di sofisticate apparecchiature elettroniche quali doppio sistema radar e sistemi di telecomunicazione vhf e HF SSB.
Le caratteristiche generali di queste unità navali sono simili a quelle della classe Bigliani, compreso la quasi totalità delle apparecchiature di bordo e sono state le prime unità del Corpo a disporre di un moderno sistema di comando e controllo con trasmissione in data-link delle informazioni operative.
Le prime due unità, che costituiscono la prima serie, G 90 Corrubia e G 91 Giudice, sono equipaggiate con due motori Isotta Fraschini tipo ID36 SS 16V da 3600 cv; la seconda serie e la terza serie, formate ciascuna da 12 unità, sono dotate di motori MTU tipo 16V396TB94 da 3482 CV.
L'armamento principale della prima e della seconda serie è costituito da una mitragliera Breda da 30mm a canna singola asservita ad un sistema di puntamento automatico Medusa Elsag. Le unità della terza serie, molto simili a quelle della seconda, sono invece equipaggiate di mitragliera da 12,7 mm in torretta Hitrole e con sistema di puntamento remoto. L'armamento secondario comune alle tre serie è costituito da due mitragliatrici MG 42 calibro 7,62 NATO.

## Servizio
Le unità di questa classe possono coprire un'ampia gamma di funzioni operative:
- Ricerca ed inseguimento in mare aperto anche per missioni di molti giorni continuativi grazie ad una autonomia di oltre 700 miglia
- Idroambulanza
- Ricerca e salvataggio della vita in mare
- Controllo ambientale
- Pattugliamento delle coste e delle acque territoriali
- Azioni di contrasto al contrabbando e traffico di stupefacenti
- Azioni di contrasto alla immigrazione clandestina
- Azioni di presidio, antiterrorismo e protezione di installazioni portuali
- Trasporto e prelevamento Corpi Speciali di intervento per azioni di commando

## Unità
Prima serie
- G.90 Corrubia -  ceduta alla guardia costiera libica il 21/10/2018 con il nome Fezzan[1]
- G.91 Giudice - ritirata dal servizio per essere ceduta alla guardia costiera libica

Seconda serie
- G.92 Alberti
- G.93 Angelini
- G.94 Cappelletti (affondata in data 1 luglio 2021 a seguito di un incendio[2])
- G.95 Ciorlieri
- G.96 D'Amato
- G.97 Fais
- G.98 Feliciani
- G.99 Garzone
- G.100 Lippi
- G.101 Lombardi
- G.102 Miccoli
- G.103 Trezza

Terza serie
- G.104 Apruzzi
- G.105 Ballali
- G.106 Bovienzo
- G.107 Carreca
- G.108 Conversano
- G.109 Inzerilli
- G.110 Letizia
- G.111 Mazzarella
- G.112 Nioi
- G.113 Partipilo
- G.114 Puleo
- G.115 Zanotti